# Idiasta kyotoensis
Idiasta kyotoensis är en stekelart som beskrevs av Fischer. Idiasta kyotoensis ingår i släktet Idiasta och familjen bracksteklar. Inga underarter finns listade i Catalogue of Life.